# 1133 Lugduna

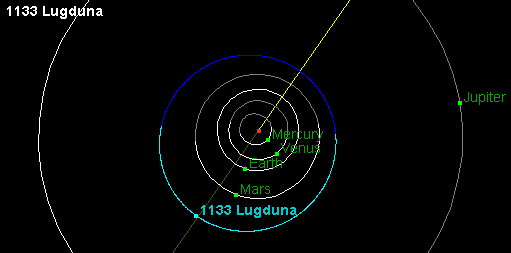
1133 Lugduna

1133 Lugduna är en asteroid i huvudbältet som upptäcktes den 13 september 1929 av den holländske astronomen Hendrik van Gent. Dess preliminära beteckning var 1929 RC1. Den fick senare namn efter den nederländska ruinstaden Lugdunum Batavorum, som låg där Katwijk numera ligger. Den tillhör asteroidgruppen Flora.
Lugdunas senaste periheliepassage skedde den 21 april 2020.[Uppdatering behövs] Fotometriska observationer 2011 har gett vid handen att asteroiden har en rotationstid på 5,477 ± 0,001 timmar.